# Väätsa
Väätsa (německy Waetz) je městečko v estonském kraji Järvamaa, samosprávně patřící do obce Türi. Městečko se nachází na horním toku řeky Lokuta, 8 km západně od Paide.

## Galerie

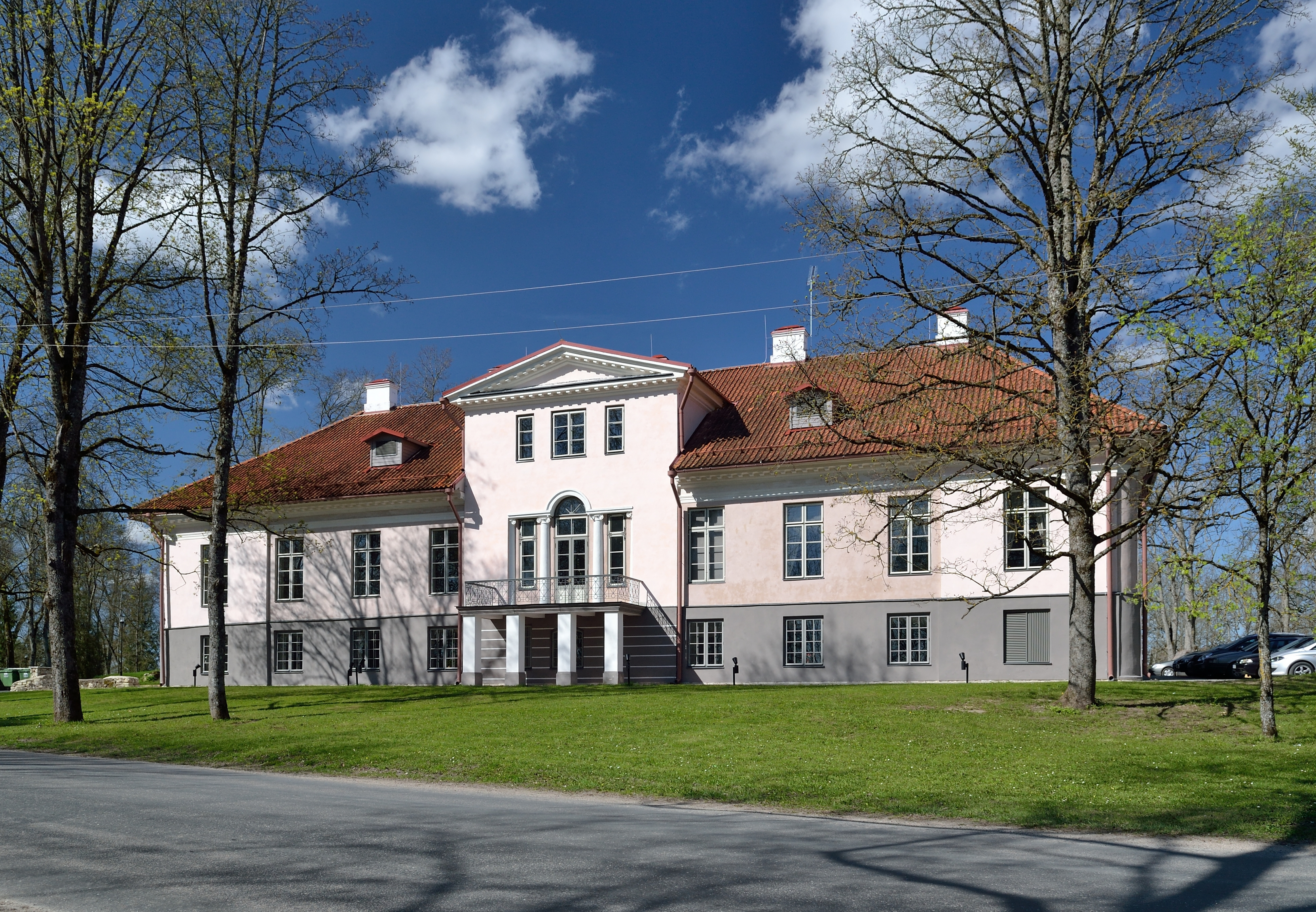
Hlavní zámecká budova
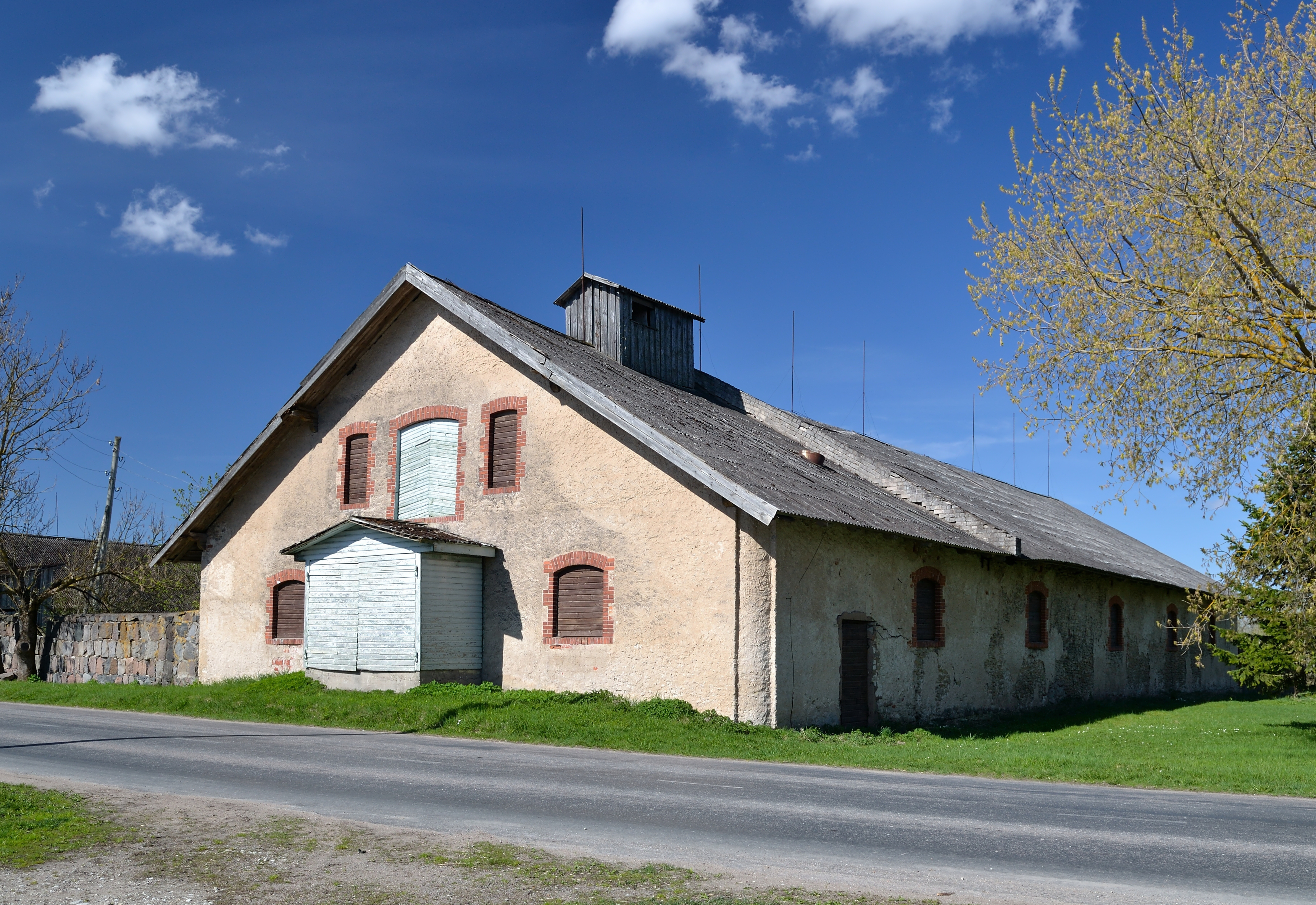
Zámecký chlév